# Onomichi

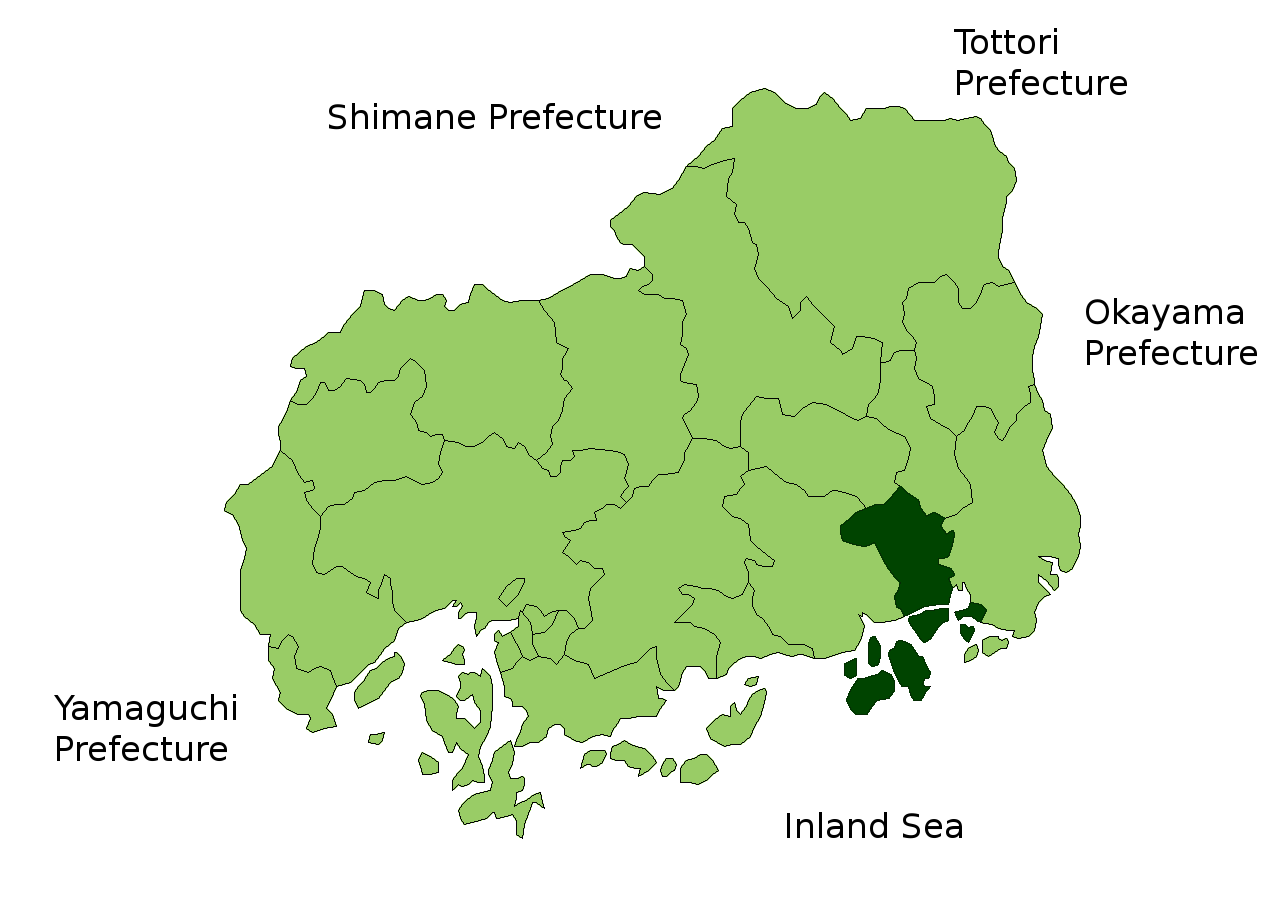

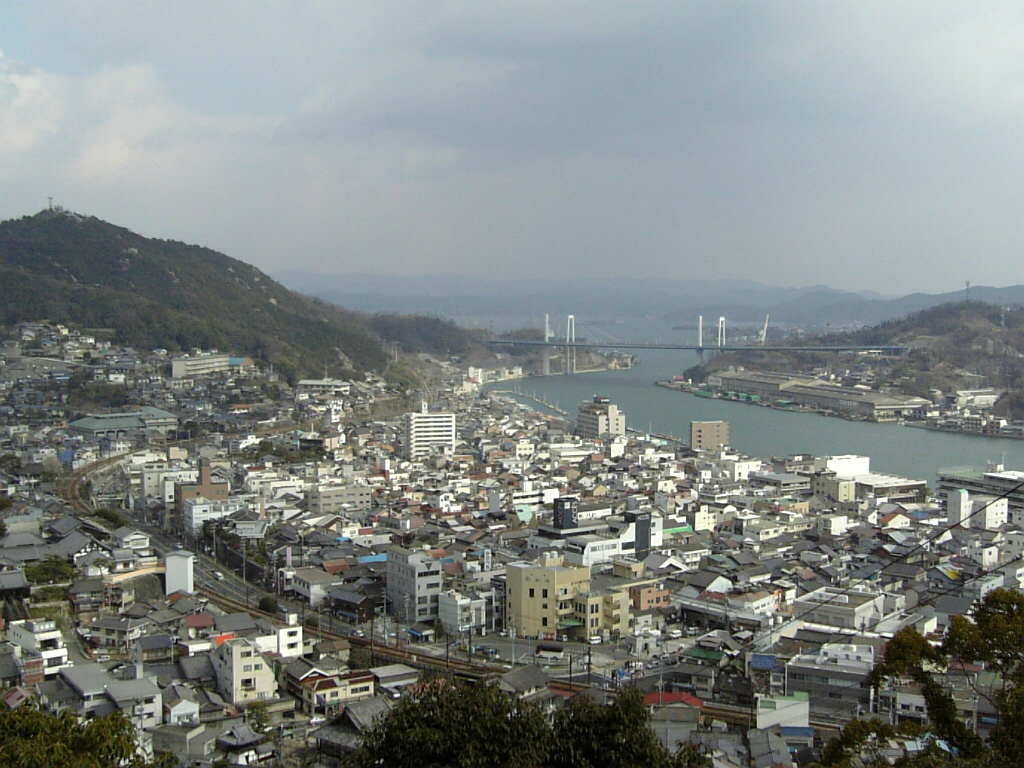
Onomichi

Onomichi (尾道市 Onomichi-shi?) este un municipiu din Japonia, prefectura Hiroshima.